# Локхарт, Энн
Энн Кэтлин Малони (англ. Anne Kathleen Maloney), известная как Энн Локхарт (англ. Anne Lockhart) — американская актриса, известная ролью лейтенанта Шебы в сериале Звёздный крейсер «Галактика», а также участием в сериалах «Дерзкие и красивые» и «Доктор Куин, женщина врач».

## Биография
Энн Локхарт родилась 6 сентября 1953 года в Нью-Йорке в семье с актёрским прошлым. Её мать актриса Джун Локхарт, родители матери — Кэтлин Локхарт и Джин Локхарт также были актёрами. Энн Локхарт начала сниматься в кино с 4-летнего возраста. Первая короткометражка «T is for Tumbleweed» с участием Локхарт вышла в 1958 году. Часто играла в кино вместе с матерью, хотя и не упоминалась в титрах, как например, в телесериале Лесси в 1959—1962 годах. Училась в колледже Verde Valley в Седоне, Аризона.
Первые серьезные роли Энн Локхарт начала играть с 1965 года. Участвовала в популярных сериалах: Звёздный крейсер «Галактика», Рыцарь дорог, Каскадёры, Она написала убийство, Диагноз: убийство, Частный детектив Магнум и других.
В 1980-90-х годах Локхарт часто появлялась в эпизодических (иногда не указанных в титрах) ролях во множестве различных сериалов.
Первая роль Локхарт в полнометражном фильме состоялась в 1973 году в вестерне Джори. В этом же году она появилась в программе Зал славы Hallmark.
Также Энн сыграла роль молодой Юнис Сент-Клер в фильме ужасов 1986 года Тролль (её мать играла роль взрослой Юнис). Позже, как и в сериалах, Энн сыграла множество эпизодических ролей в других фильмах.
Кроме съемок в игровом кино, Локхарт также известна своим участием в озвучивании мультипликационных произведений, например, «Русалочка», «Вольт» и «Рапунцель. Запутанная история».